# Litteken (lichaam)

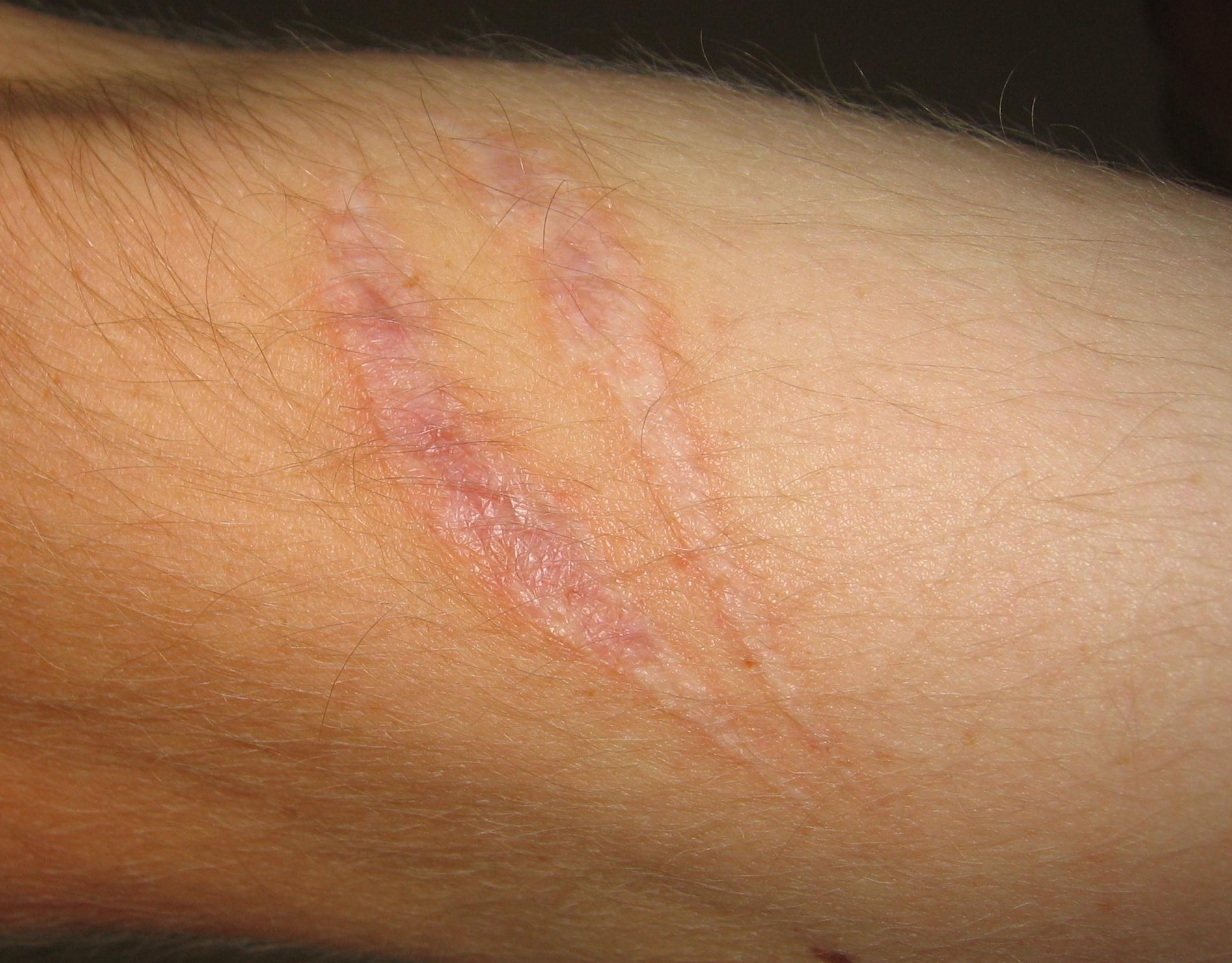
Litteken op arm

Een litteken is een zichtbare afwijking, meestal van de huid, die resteert na genezing van een wond. Bij genezing van een wond wordt de verbroken continuïteit van het orgaan hersteld door vorming van bindweefsel (in een proces genaamd fibrose), dat op microniveau niet meer dezelfde organisatie heeft als het oorspronkelijke weefsel en dus meestal een zichtbare afwijking zal vormen. Littekens hoeven echter niet permanent te zijn.

## Ontstaan
Chirurgen proberen littekens zo onopvallend mogelijk te houden door langs de splijtlijn van de huid te snijden en door de ontstane wondranden met hechtingen netjes tegen elkaar te leggen, zodat de hoeveelheid te vormen bindweefsel om de wond te laten genezen minimaal is. Bij grote open wonden, bij weefseldefecten of bij complicaties zoals infectie wordt het litteken meestal groter. Dit is niet altijd te vermijden: 'de chirurg maakt de snee, maar de natuur maakt het litteken'.

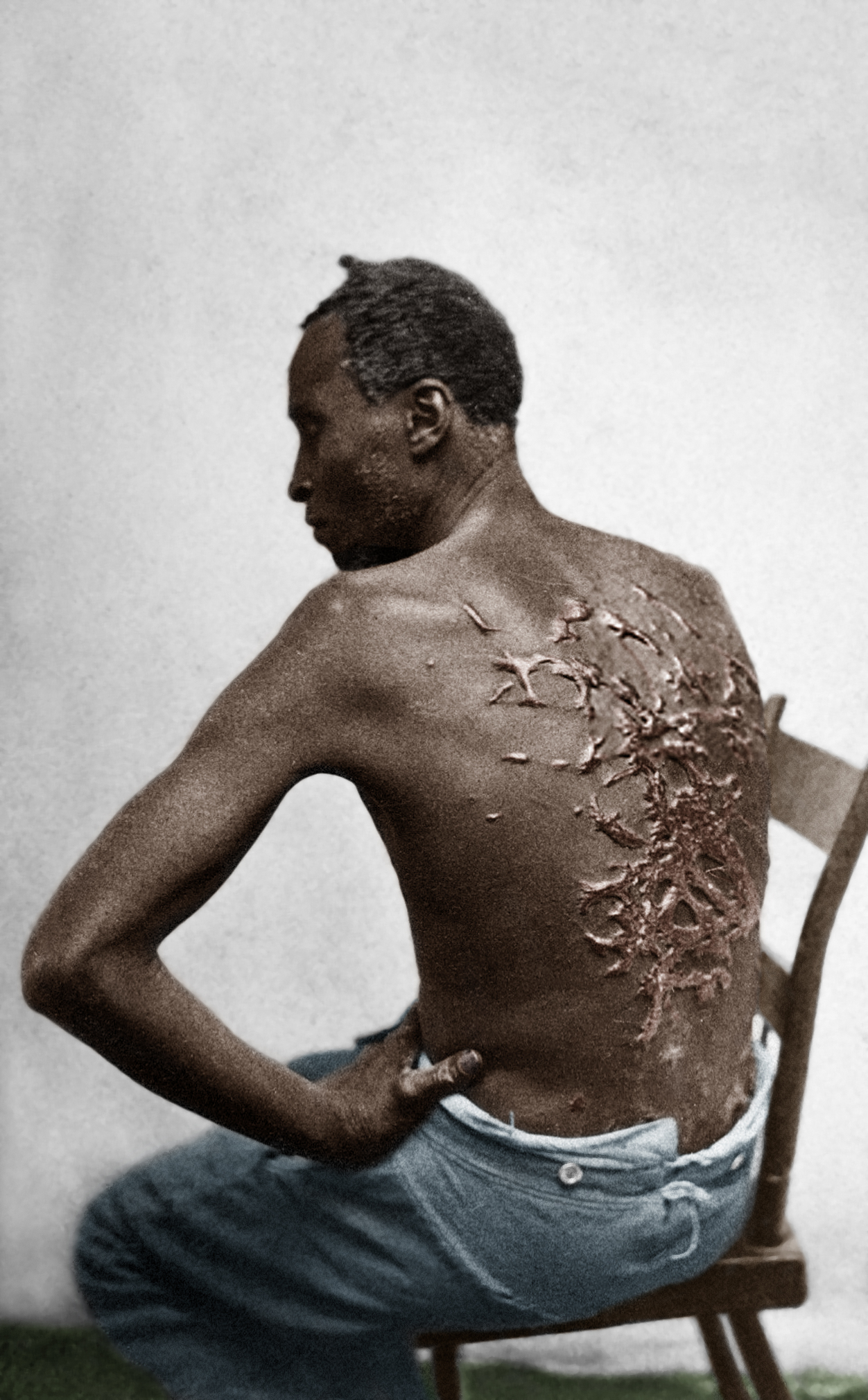
Littekens van zweepslagen bij een slaaf

Soms is een litteken wat verheven: de huid is daar wat dikker. Men denkt daarom vaak dat littekens sterk zijn. Dat is niet waar: een litteken zal nooit de sterkte van de oorspronkelijke huid evenaren.
Bij mensen met een gekleurde huid is de kans op hypertrofische littekens en keloïdvorming groter.

## Scarificatie

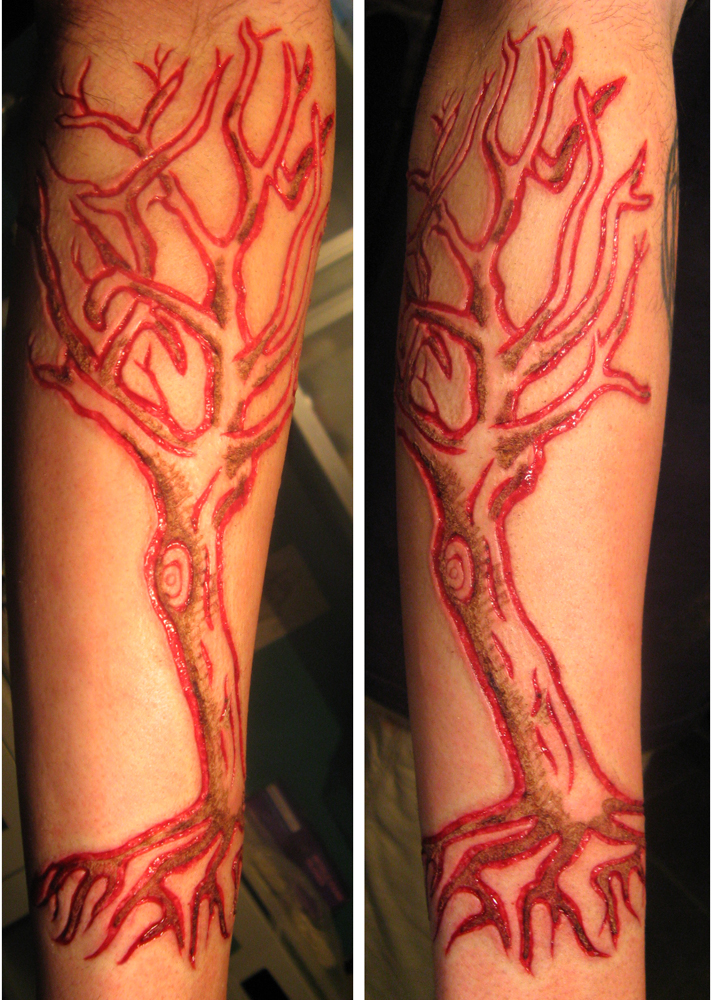
Litteken in de vorm van een boom

Scarificatie is het bewust aanbrengen van littekens, bijvoorbeeld met behulp van een scherp voorwerp. Het woord komt van het Engelse scar wat litteken betekent.

## Wat er aan te doen
Er zijn verschillende methodes om iets aan ongewenste littekens te doen. Invasieve methodes zijn onder andere (cosmetische) operaties, steroïdeninjecties, radiotherapie, cryotherapie, of lasertherapie. Er zijn ook non-invasieve methodes, zoals siliconentherapie (gel of sheets) of druk-/compressietherapie.

## Etymologie
Het woord wordt soms verklaard als lid-teken, "teken op een ledemaat", maar waarschijnlijker is de oorsprong lik-teken, "teken op het lichaam", vergelijk ons woord lijk voor lichaam.